# بيت السدمي (الرضمة)

تعديل مصدري - تعديل

بيت السدمي محلة تابعة لقرية المنجر، التابعة لعزلة بني قيس بمديرية الرضمة إحدى مديريات محافظة إب في الجمهورية اليمنية.، بلغ تعداد سكانها 25 حسب تعداد اليمن لعام 2004.